# 764 Gedania
A 764 Gedania (ideiglenes jelöléssel 1913 SU) a Naprendszer kisbolygóövében található aszteroida. Franz Kaiser fedezte fel 1913. szeptember 26-án.